# Steven van de Velde
Steven van de Velde (Den Haag, 8 de agosto de 1994), é um jogador de vôlei de praia neerlandês.
Ele foi condenado, em 2016, por estuprar uma menina de 12 anos. O crime ocorreu em 2014. Van de Velde, então com 19 anos, estuprou a menina depois de lhe dar bebidas alcoólicas.
O atleta se classificou para os Jogos Olímpicos de Verão de 2024, tendo sua nomeação apoiada pelo Comitê Olímpico Holandês (COH). O Comitê Olímpico Internacional (COI) defendeu o direito do COH de inscrevê-lo na competição.

## Carreira
Iniciou sua carreira atuando ao lado de Jeffrey van Wijk, juntos sagraram-se campeões da edição do Campeonato Neerlandês Sub-20 em 2011, no ano seguinte, disputaram o Campeonato Europeu Sub-23 sediado em Assen e finalizaram na décima sétima colocação, já na categoria Sub-20 sediado em Hartberg terminaram na nona posição.
Em 2013, compôs nova parceria ao lado de Daan Spijkers, finalizando no décimo sétimo posto na etapa satélite de Antália e no Aberto de Fuzhou Open e em vigésimo quinto lugar no Grand Slam em Xangai. No Grand Slam de Haia, repetiu o vigésimo quinto posto ao lado de Michiel van Dorsten, e não participou do Mundial de 2013 em Stare Jablonki, devido a mudanças de parceria. No ano seguinte, disputou ao lado de Jasper Bouter a edição do Mundial Sub-23 em Mysłowice, não avançando da fase de qualificação, terminando na quadragésima primeira posição.
Ainda em 2014 com Jasper Bouter disputou a edição do Mundial Sub-21 em Lárnaca, quando terminaram na décima sétima posição, depois atua ao lado do experiente Reinder Nummerdor no circuito mundial e numa etapa circuito europeu de vôlei de praia, no mesmo torneio retomou a parceria com Michiel van Dorsten.
Em 2015 joga com Christiaan Varenhorst a terceira rodada do Continental Cup no Chipre (Grupo G) e venceram, na sequência da temporada jogou com Michiel van Dorsten o Mundial de Haia, terminando na décima sétima posição, também na edição dos Jogos Europeus em Baku, quando finalizaram na vigésima quinta posição. No mesmo ano, compete com ao lado de Dirk Boehlé e conquistaram o título nacional.

## Estupro de vulnerável
Em 2014, van de Velde, com 19 anos, manteve conversas com uma menina de 12 anos que havia lhe enviado uma solicitação de amizade no Facebook. O holandês disse acreditar, à princípio, que ela teria 16 anos. No entanto, mesmo após ela ter lhe revelado sua idade, ele prosseguiu com o diálogo. Por meses, eles se comunicaram via Skype, Facebook e Snapchat.
Em agosto de 2014, o atleta viajou de Amsterdam até a cidade de Milton Keynes, na Inglaterra, onde morava a menina. Ele forneceu-lhe bebidas alcoólicas e incentivou o uso. Depois, ele a estuprou perto de um lago. Na mesma noite, van de Velde tentou levar a vítima a um hotel. Como não conseguiu um quarto, levou-a para dormir embaixo de uma escada, em uma caixa de papelão. No dia seguinte, ele a estuprou mais duas vezes. Em um dos episódios, durante um momento de penetração via vaginal, a vítima reclamou com o holandês sobre ele a estar machucando.
Após o crime, Van de Velde retornou à Holanda e incentivou a vítima a procurar uma clínica para realizar a contracepção de emergência. A idade da menina chamou a atenção dos funcionários, que alertaram sua família e a polícia.
Em 2015, o atleta venceu o campeonato nacional, e parecia encaminhado para participar dos Jogos Olímpicos de 2016. Em janeiro de 2016, o holandês foi extraditado para a Inglaterra e preso. Em março de 2016, ele admitiu a culpa por três estupros de vulnerável.
Steven van de Velde foi condenado a quatro anos de prisão e inserido no registro de criminosos sexuais do Reino Unido, onde o seu nome permanece.
Após a condenação, foi revelado em tribunal que a vítima, sentindo-se culpada, havia se autoflagelado, além de ter passado por uma overdose. O juiz, Francis Sheridan, disse a Van de Velde: “O dano emocional que foi causado a esta criança é enorme. À medida que ela amadurecer, ela perceberá que você não é o homem que ela pensava que você era e esperava que você fosse." De acordo com a lei do Reino Unido, às vítimas de crimes sexuais é garantido o anonimato vitalício. 
Devido a um acordo entre Holanda e Inglaterra, van de Velde foi transferido ao seu país para cumprir a pena. Lá, a sentença foi reajustada de acordo com a lei holandesa, e a acusação de estupro foi substituída por outra referente a ontucht ("atos sexuais que violam normas sócio-éticas").
Dos 4 anos de prisão aos quais foi condenado, van de Velde cumpriu apenas 13 meses antes de ser libertado.
Um ano após sua liberação, o holandês atribuiu o crime ao fato de ser um adolescente e "ainda estar descobrindo as coisas".

## Retorno ao esporte
Em maio de 2017 conseguiu retomar sua carreira com seu parceiro Dirk Boehlé, em tres vezes vice-campeões e cinco vezes campeões em etapas do Circuito Neerlandês, sagrando-se vice-campeões nacionais e ainda obtiveram o terceiro lugar no Circuito Europeu EEVZA em Yantarny; já pelo Circuito Mundial, terminaram na quinta posição no torneio três estrelas de Qinzhou e no torneio uma estrela de Aalsmeer. Em 2018 foram campeões nacionais novamente conquistaram o bronze no torneio uma estrela de Aalsmeer, terminando como outras melhores colocações nos quintos lugares nos torneios de 3 estrelas em Qinzhou e Lucerna, e foram eliminados no Campeonato Europeu de Haia.
A partir de 2019, volta atuar ao lado de Christiaan Varenhorst, alcançaram o terceiro lugar no torneio quatro estrelas de Itapema, terminaram na quinta posição no FIVB World Tour Finals em Roma. Competiram também em 2020, e teve outros parceiros nas competições nacionais como Rik Damen e Yorick de Groot. Em julho de 2020, ele ganhou o primeiro torneio do Circuito Alemão de Vôlei de Praia (Comdirect Beach Tour) com Lukas Pfretzschner em Düsseldorf. Em 2021 disputou o Circuito Mundial com Christiaan Varenhorst e terminaram com o bronze no torneio quatro estrelas de Sochi.

## Jogos Olímpicos de Paris 2024
Em junho de 2024, van de Velde foi selecionado, de maneira controversa, para representar a Holanda nos Jogos Olímpicos de Verão de 2024. A decisão chamou atenção e uma petição para impedir a participação de criminosos sexuais condenados obteve mais de 100 mil apoiadores. O Comitê Olímpico Holandês (COH) manteve sua escolha, e decidiu hospeda-lo fora da vila olímpica, longe de outros atletas, e proibiu-o de dar entrevistas.
O Survivors Trust, grupo do Reino Unido que apoia vítimas de violência sexual, afirmou num comunicado que a sua inclusão era “mais um endosso à chocante tolerância que temos em relação ao abuso sexual infantil”. O Comitê Olímpico Internacional (COI), entidade sumária dos Jogos Olímpicos, garantiu aos holandeses o direito de escolher seus atletas, e não tomou medidas contrárias ao COH.
Alguns veículos de imprensa relataram vaias durante os jogos de van de Velde em Paris.

## Títulos e resultados
- Torneio 4* de Sochi do Circuito Mundial de Vôlei de Praia:2021
- Torneio 4* de Itapema do Circuito Mundial de Vôlei de Praia:2019
- Torneio 1* de Aalsmeerdo Circuito Mundial de Vôlei de Praia:2018
- Circuito Nerlandês de Vôlei de Praia:2015 e 2018
- Circuito Nerlandês de Vôlei de Praia:2017
- Campeonato Nerlandês de Vôlei de Praia Sub-20:2011